# (14268) 2000 AK156
(14268) 2000 AK156 è un asteroide troiano di Giove del campo greco. Scoperto nel 2000, presenta un'orbita caratterizzata da un semiasse maggiore pari a 5,195865 UA e da un'eccentricità di 0,088815, inclinata di 15,015509° rispetto all'eclittica. Ha un diametro di 57,54 km, un periodo di rotazione di 7,51 ore e un'albedo di 0,0369.